# ImagineVR
ImagineVRは、アメリカ合衆国カリフォルニア州を拠点に活動する企業、および同社が展開する同名のVRコンテンツ専門のダウンロード販売サービスである。

## 特徴
ImagineVRは、VRクリエイターの国際的な活動を支援することを目的としたサービスであり、配信対象を有料のコンテンツに限定する代わりに、コンテンツのローカライズを無償で実施している。
配信コンテンツは同人サークルやインディーズスタジオの作品が中心であり、全年齢作品のほかにも『なないちゃんとあそぼ!』といった成人向けの作品も含まれる。
ImagineVRのCEOである彩香・ハーンはGame Watchとのインタビューの中で、成人向け作品の配信を行う理由の一つとして社会貢献を挙げ、「性的な欲求が満たされにくい高齢者もVRの世界でアクティブになれるのは非常にうれしいことです」と述べている。
サービスとしてのImagineVRは、Steam同様コンテンツのインストールとプレイには専用のクライアントが用いられ、コンテンツデータの暗号化と起動時認証による復号を組み合わせたデジタル著作権管理技術を有している。
日本のエイシスが運営するダウンロード販売サービスDLsite.comとの提携も行っており、DLsite.comが展開するVR専門ストアサービスDLsiteVRに登録されているコンテンツの海外展開も実施している。

## 沿革
- 2015年9月28日(日本時間2015年9月29日) - サービス正式提供開始[1]。ローンチタイトルとして「MechaDefense」と「Rift’s Cave」が一般向けに配信され、『Girl friend 4Ever』と『Sana’sVR Experience』が成人向けに配信された[5]。
- 2016年8月29日 - エイシスの出資を受け、同社が運営するDLsite.comとの提携を開始[3]。

## Imagine Girls
Imagine Girlsは、ImagineVRが無料で配布するVR向けのオリジナルキャラクター群であり、ポスト・シンギュラリティの時代から来た電子生命体の三姉妹という設定を持つ。次女のIris（アイリス）は2016年6月に3Dモデルが無料公開され、同年9月29日には長女のVienne（ヴィエンヌ）と三女のR1N4（リナ）の3Dモデルが無料公開された。
利用者の居住国の法令や公序良俗に反しない限り、ライセンスの個人利用や改造版などの作成・配布も可能であるほか、このキャラクター群を用いたアダルトゲームの開発も可能である。